# Каньон скелетов
Каньон скелетов (англ. Skeleton Canyon, также называемый исп. Cañon Bonita) — каньон в США, расположенный в 53 километрах к северо-востоку от пограничного города Дуглас (штат Аризона), в горах Пелонсильо, которые пересекают границы современных штатов Аризона и Нью-Мексико, в районе Нью-Мексико Бутил.
Этот каньон соединяет долину Анимас в Нью-Мексико (31°56′56″ с. ш. 108°48′26″ з. д.) с долиной Сан-Саймон в Аризоне (32°48′06″ с. ш. 109°37′58″ з. д.) и когда-то был основным маршрутом между Соединёнными Штатами и Мексикой как для легальной, так и для нелегальной торговли. Первоначально известный как Каньон Гуадалупе (Guadalupe Canyon), этот район со временем стал называться Каньоном скелетов из-за большого количества человеческих и коровьих костей, устлавших его после многочисленных перегонов скота из Мексики.

## География
Расположен на высоте 1422 метра над уровнем моря.
Климат в каньоне холодный полузасушливый (степной). Самый жаркий месяц — июнь (температура 34° C днём и 17° С ночью), самые холодные — декабрь и январь (температура 16° C днём и 2° С ночью). Среднее количество осадков составляет 381 миллиметр в год. Самый влажный месяц — июль (выпадает 123 миллиметра осадков), самый сухой — май (выпадает 4 миллиметра).
Ближайшие населённые пункты:
- Родео (27,1 км на север), население по состоянию на 2015 год 101 человек;
- Анимас (46,5 км на север-северо-восток), население по состоянию на 2011 год 237 человек;
- Дуглас (53 км на запад-юго-запад), население по состоянию на 2017 год 16592 человека;
- Пиртлвилль (53,8 км на запад-юго-запад), население по состоянию на 2015 год 1744 человека;
- Агуа-Приета (54,1 км на запад-юго-запад), население по состоянию на 2016 год 77254 человека.

## Убийства и перестрелки

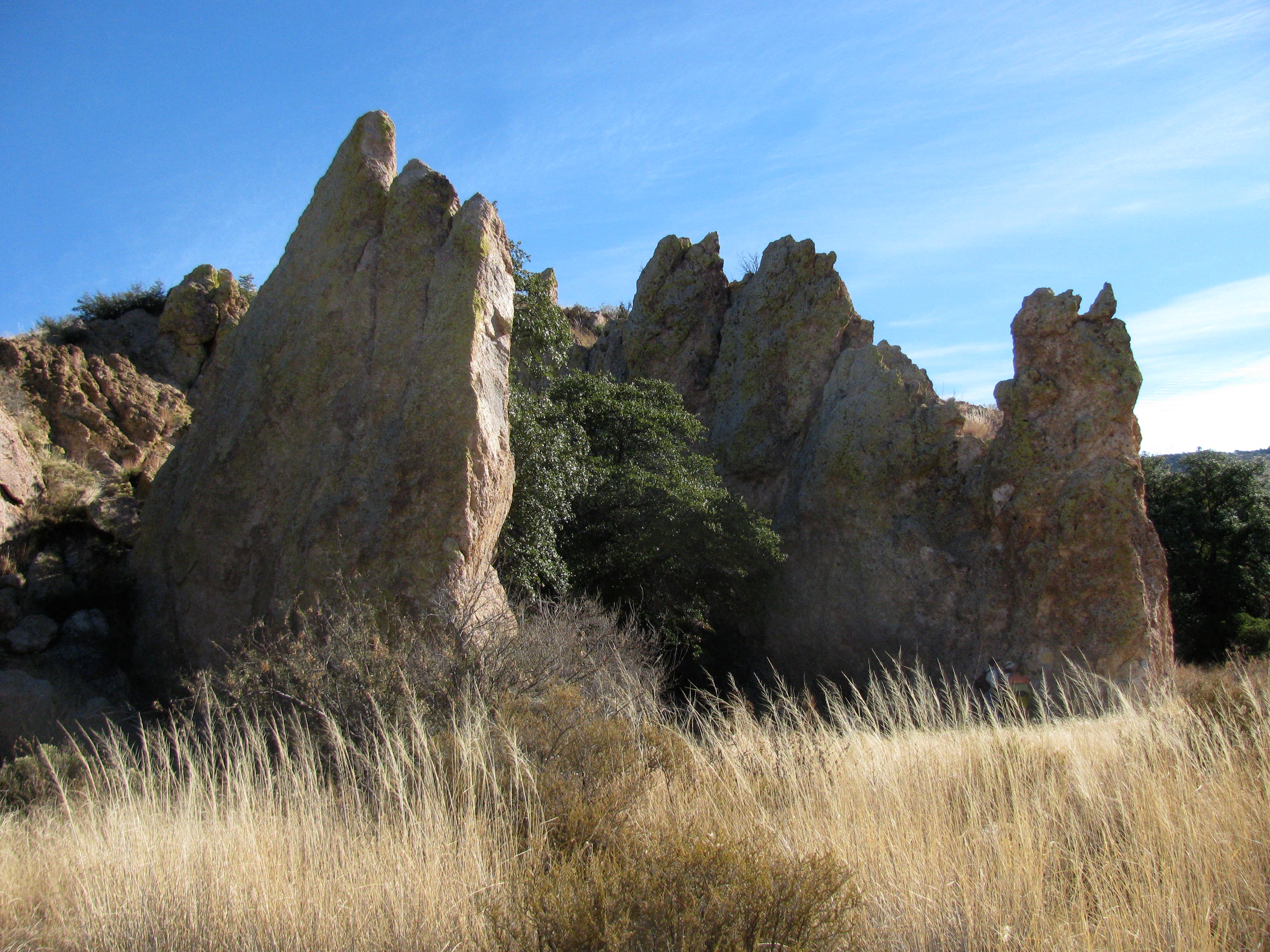
Кухня Дьявола в устье Каньона скелетов

Каньон был местом нескольких боёв периода Дикого Запада.
Первая Бойня в Каньоне скелетов произошла в июле 1879 года после того, как группа американских ковбоев-угонщиков скота напала на ранчо в северной Мексике, убив нескольких жителей и похитив их скот. Выжившие после нападения сообщили о происшедшем коменданту Франсиско Нери, который отправил конный отряд мексиканской полиции под командованием капитана Альфредо Каррильо для поимки преступников. Отряд пересёк границу с Аризоной, после чего попал в засаду в Каньоне скелетов и был перебит почти полностью. Правительство Мексики не предприняло никаких ответных действий, но заявило протест президенту Честеру Артуру, признав при этом, что мексиканские полицейские находились в Аризоне. Джонни Ринго, член банды, известной как Ковбои округа Кочиз, впоследствии утверждал, что принимал участие в засаде и что, кроме него, в нападении участвовали Старик Клэнтон, братья Айк и Билли Клэнтоны, «Кудрявый Билл» Броциус, Флорентино Круз и братья Фрэнк и Том Маклори.
В июле 1881 года «Кудрявый Билл» Броциус узнал, что несколько мексиканских контрабандистов, везущих серебро, направляются в Аризону через Каньон скелетов. Броциус и около двадцати его людей, включая Джонни Ринго и Джима Крейна, устроили засаду на контрабандистов возле природной достопримечательности каньона, называемой Кухней Дьявола (Devil's Kitchen), убили четверых из них, похитили золотые и серебряные слитки на сумму свыше 2500 долларов США, а также товары, мескаль и домашний скот на сумму около 1500 долларов США. Через два месяца после того, как о нападении сообщили уцелевшие контрабандисты, комендант Нери снова отправил через границу отряд полиции во главе с капитаном Каррильо. На этот раз мексиканские полицейские устроили засаду на ковбоев, убив пятерых, включая Старика Клэнтона и Джима Крейна, в ходе так называемой Бойни в каньоне Гуадалупе.
В 1883 году индейцы апачи-чиуауа застали врасплох в каньоне восьмерых солдат отряда D Четвёртого кавалерийского полка, убили трёх из них, сожгли фургоны и припасы и угнали сорок лошадей и мулов.
4 ноября 1889 года Джадсон «Команч» Уайт был найден мёртвым в Каньоне скелетов после того, как был убит неизвестным лицом или лицами; все его имущество было похищено. Убийство осталось нераскрытым.
12 августа 1896 года в Каньоне скелетов произошла перестрелка между бандой High Fives и окружным отрядом помощников шерифа, в ходе неё был убит помощник шерифа Фрэнк Робсон.

## Капитуляция Джеронимо

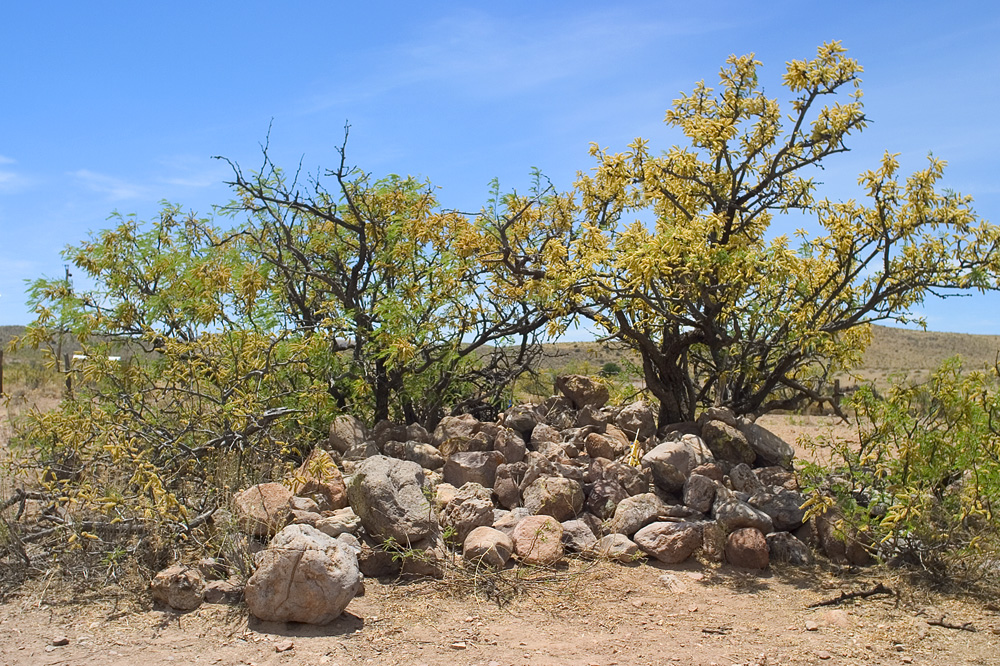
Груда камней отмечает место капитуляции Джеронимо

Джеронимо (1829—1909), военный лидер чирикауа-апачей, снискал себе легендарную славу отвагой и неуловимостью в период ведения Индейских войн. Более четверти века (с 1858 по 1886 год) он возглавлял борьбу против вторжения США и Мексики на землю своего племени. Люди Джеронимо долгое время оставались одними из последних независимых индейских воинов, отказавшихся признать власть правительства Соединённых Штатов на Американском Западе. Окончательная капитуляция Джеронимо генералу Нельсону Майлзу 4 сентября 1886 года произошла на западной стороне Каньона скелетов. Поскольку место капитуляции теперь находится в частной собственности, памятник был установлен на северо-западе вдоль трассы SR 80, где она пересекается со Скелетон-Каньон-роуд в Аризоне, в точке с географическими координатами 31°41′28″ с. ш. 109°07′56″ з. д.

## Упоминания в искусстве
Каньон скелетов — место действия одноимённой книги (Skeleton Canyon, 1998) Джудит Энн Дженс из цикла о похождениях шерифа Джоанны Брейди (Joanna Brady Mysteries). Кроме того, название Skeleton Canyon было использовано американской рок-группой Manray в качестве названия инструментальной композиции в альбоме Tournament (2011) и сёрф-рок-группой Amphibian Man (Киев, Украина) в качестве названия музыкальной композиции в альбоме Desert Songs (2016).